# Liénard de Lachieze
Liénard de Lachieze est un enlumineur, probablement originaire du Limousin, actif à Toulouse entre 1490 et 1501. L'étude d'Aurélia Cohendy lui attribue des manuscrits réalisés à Poitiers vers 1475-1485.

## Éléments biographiques et stylistiques

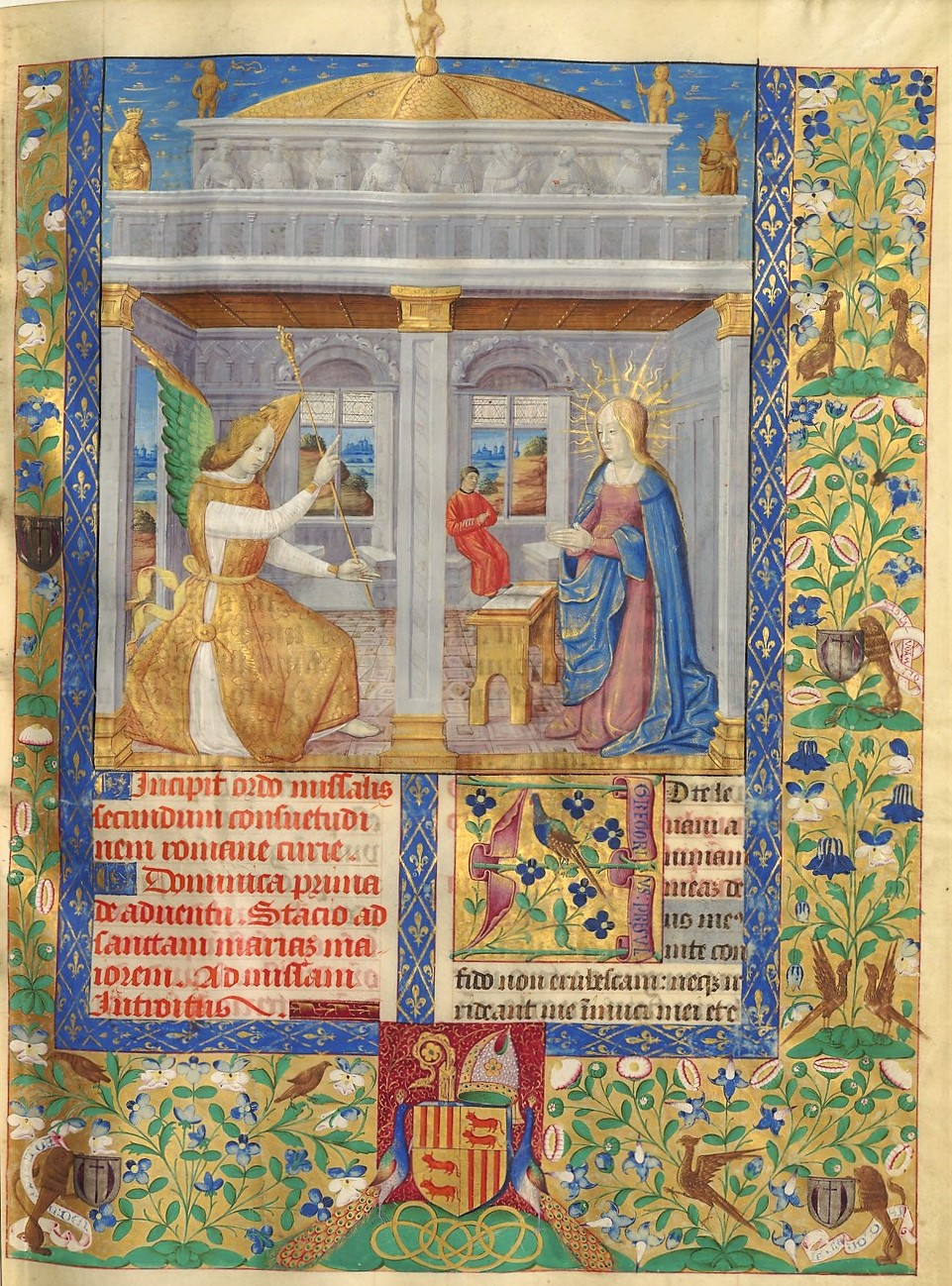
Missel romain copié en 1492 pour Jean de Foix
Annonciation

Liénard de Lachieze est connu à Toulouse entre 1490 et 1501. Il a probablement été formé au nord de la Loire et a été influence par l'art de Jean Colombe auquel il a emprunté certains effets de composition. Son travail a aussi des relations avec celui de l'enlumineur toulousain Antoine de Lonhy, actif quelques décennies plus tôt.
Liénard de Lachieze était connu pour avoir été rémunéré par les capitouls pour l'exécution des enluminures dans Les Annales des années 1498-1499 et 1500-1501,. C'est en comparant son style avec celui connu auparavant comme le Maître du Missel de Jean de Foix exécuté en 1492 pour l'évêque de Comminges qu'Aurélia Cohendy a montré que le maître jusque-là anonyme de ce missel est Liénard de Lachieze. L'étude d'Aurélia Cohendy a pu lui attribuer une dizaine d'autres manuscrits à partir d'archives et d'une analyse stylistique.
Il a travaillé pour deux grands prélats bibliophiles, Jean de Foix (1466-1501), évêque de Comminges, et Philippe de Lévis (1493-1537), évêque de Mirepoix.
Il a introduit dans l'enluminure toulousaine qui s'est développée après la fin de la guerre de Cent Ans le vocabulaire ornemental de la Renaissance avec des architectures peintes de temples « à l'antique » et d'arcs de triomphe.
Il a souvent travaillé avec le Maître de la Devise Tout change, spécialiste des bordures parsemées de volatiles fantastiques et de sentences morales inscrites dans des phylactères.

## Manuscrits attribués
- Missel romain copié pour Jean de Foix, 1492, Bibliothèque nationale de France, ms. latin 16827 (lire en ligne)[3]
- Psautier dans une collection privée,
- Fragments d'une bible en plusieurs volumes, Bibliothèque nationale de France, ms. NAL 3192[4]
- Un Livre d'heures se trouvant à Cambridge, Fitzwilliam Museum, ms. 94.
- Livre d'heures à l'usage de Limoges, 1485, Bibliothèque Sainte-Geneviève (Paris), ms. 2697[5]
- Un Pontifical conservé à la Bibliothèque de l'Académie des sciences de Russie, à Saint-Pétersbourg, Mf 42811
- Des fragments isolés, dont ceux d'un Livre d'heures acquis par la Bibliothèque municipale de Toulouse
- Miniatures provenant d'un Livre d'heures à l'usage de Poitiers, dans une collection privée
- Psautier à l'usage de Poitiers, Bibliothèque municipale de Poitiers, ms. 1104
- Un Pontifical à la State Library of Victoria, Melbourne, ms. 85, réalisé pour Philippe de Lévis, évêque de Mirepoix.